# Microphor zimini
Microphor zimini är en tvåvingeart som beskrevs av Igor Shamshev 1995. Microphor zimini ingår i släktet Microphor och familjen styltflugor.
Artens utbredningsområde är Uzbekistan. Inga underarter finns listade i Catalogue of Life.